# Tempestade subtropical Arani
A tempestade subtropical Arani, nomeada pela Marinha do Brasil, foi a primeira tempestade com nome e o primeiro ciclone subtropical da Temporada de Ciclones do Atlântico Sul de 2011. Desenvolveu-se de uma área de baixa pressão subtropical em 14 de março a cerca de 140 km a leste do estado de Espírito Santo. A tempestade produziu chuvas e ventos fortes na costa do Espírito Santo, e grandes ondas ao longo do litoral da região Sudeste do Brasil, causando ressaca e alguns danos.